# Teal Cars

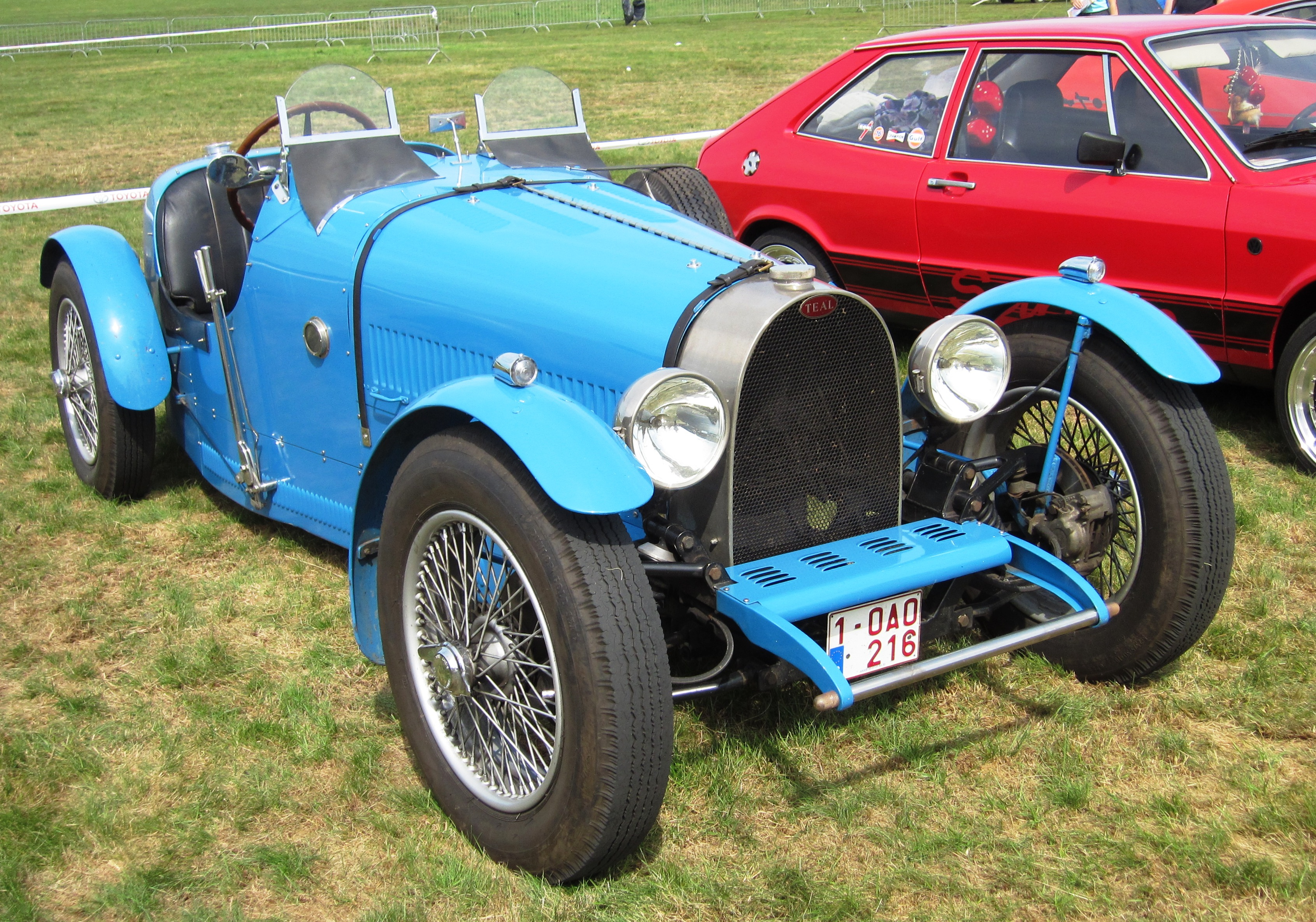
Teal Type 35

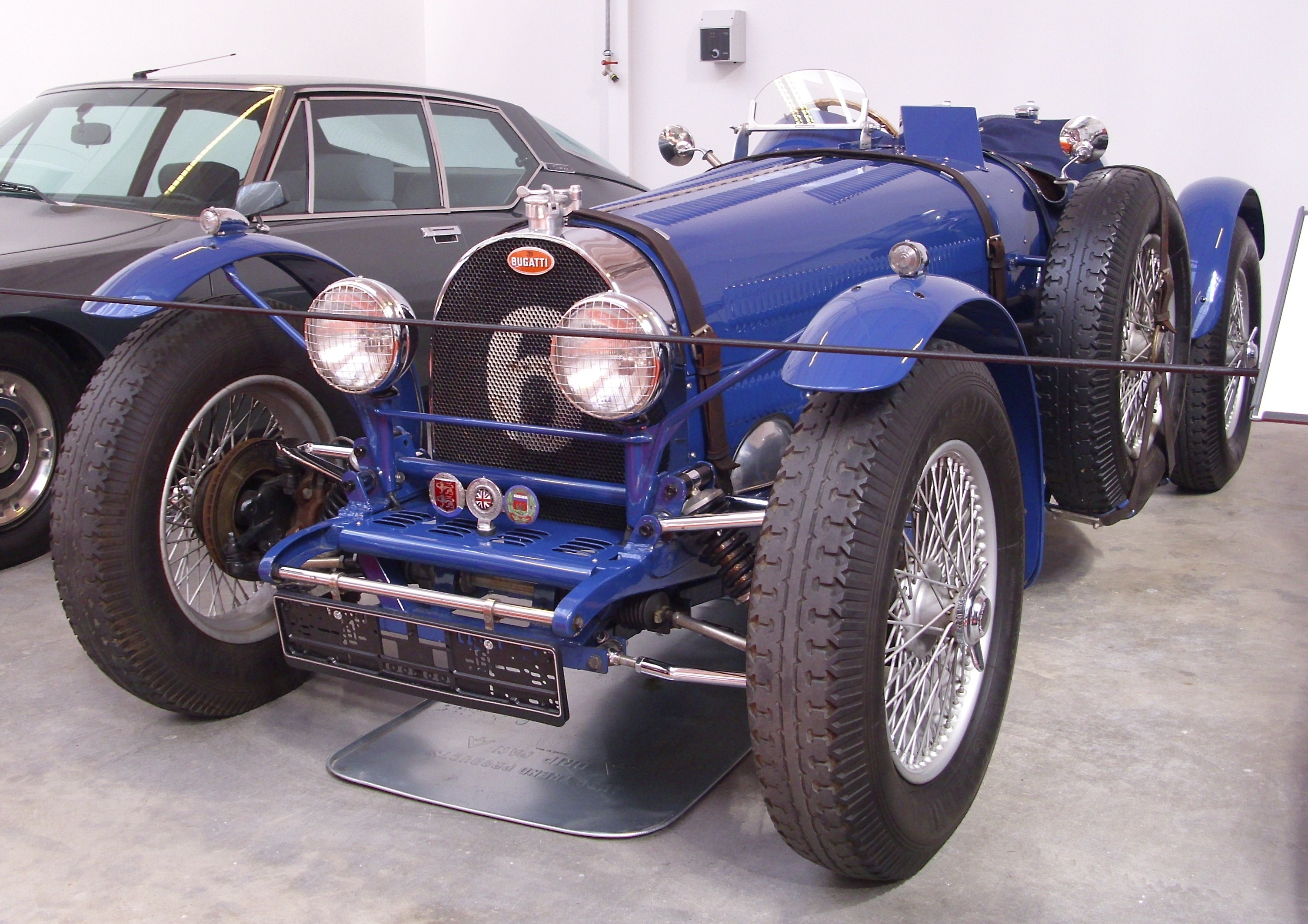
Teal Type 59

Teal Cars Limited war ein britischer Hersteller von Automobilen.

## Unternehmensgeschichte
Ian Foster, der zuvor bei der Daimler Motor Company tätig war, gründete 1983 das Unternehmen in Burscough in der Grafschaft Lancashire. Er begann mit Hilfe von Alan Hunter und Tony Rogers mit der Produktion von Automobilen und Kits. Der Markenname lautete zunächst Worsley und ab 1984 Teal. Bob Jones übernahm im März 1986 das Unternehmen und verlegte den Sitz nach Timperley bei Altrincham in Greater Manchester. Norman Durban setzte die Produktion eines Modells ab 1996 in Bisley in Surrey fort. 1998 endete die Produktion. Insgesamt entstanden über 200 Exemplare.
Caburn Engineering versuchte 2009, die Produktion eines Modells fortzusetzen. Auf deren Internetseite wird das Projekt allerdings nicht genannt.

## Fahrzeuge
Das erste und bestverkaufte Modell war der Type 35. Dies war die Nachbildung des Bugatti Type 35. Die Basis bildete ein selbst entwickeltes Fahrgestell. Die Vorderradaufhängung und die Hinterachse kamen vom Morris Marina. Ein Sechszylindermotor von Triumph mit 1800 cm³ Hubraum trieb die Fahrzeuge an. Die offene zweisitzige Karosserie bestand auf Fiberglas. Unter neuer Leitung wurde das Modell 1986 überarbeitet. Die Überarbeitung des ursprünglichen Fahrgestells führte zu einem Semi-Spaceframe. Die Karosserie bestand nun aus Aluminium. Die Fahrzeuge erhielten 18-Zoll-Reifen. Viele Teile kamen vom Vauxhall Viva. Der bisherige Triumph-Sechszylindermotor wurde in vielen Fällen beibehalten. Alternativ standen andere Motoren zur Auswahl. Unter Leitung von Norman Durban kamen auch Motoren von Jaguar Cars zum Einsatz. Bis zur Auflösung des Unternehmens entstanden etwa 200 Fahrzeuge.
Der Teal Owners’s Club ist seit Dezember 2010 im Besitz der Bauformen für den Type 35, des Markennamens Teal und der Baurechte für alle Modelle außer dem Type 59.
Der Type 35 Tourer basierte auf dem ersten Modell. Dies war ein offener Tourenwagen mit vier Sitzen. Zwischen 1988 und 1997 fanden sich etwa drei Käufer.
Der Type 44 als Nachbildung des Bugatti Type 44 von 1988 bis 1989 blieb ein Einzelstück.
Der Type 59 war der Nachfolger des GPB Type 59, den Projects of Distinction zwischen 1989 und 1991 unter der Marke GPB anbot. Er ähnelte dem Bugatti Type 59. Die Basis bildete in der Fahrzeugmitte ein Monocoque aus Stahl in Verbindung mit vorderen und hinteren Hilfsrahmen aus Rohren. Der Sechszylindermotor kam vom Jaguar XK. Zwischen 1991 und 1997 entstanden etwa drei oder etwa 13 Exemplare. Caburn Engineering versuchte 2009 die Neuauflage.